# Paul Gerstgraser
Paul Gerstgraser, född 22 maj 1995, är en österrikisk utövare av nordisk kombination som ingick i det österrikiska lag som vann brons i normalbacke + 4 x 5 km vid VM 2017.